# Oriente (gioco di carte)
Oriente è un gioco di carte non collezionabile scritto da Luca Coppola (che continua la tradizione di "Lupus in Tabula"),  pubblicato  dalla  daVinci , già editrice del più popolare Bang!.
I giocatori interpretano gli abitanti del lontano paese d'Oriente in tumulto a causa delle lotte di potere tra i vari ceti che compongono lo stato sociale: dall'umile Nofu (contadino) al potente Shogun.
Una partita si divide in stagioni. Quando si inizia la nuova stagione, ogni personaggio può decidere di compiere il proprio destino cioè attaccare un altro giocatore o usare una abilità speciale.
Lo scopo del gioco è quello di accumulare più ricchezze possibile prima della fine del gioco, avvalendosi di ogni mezzo lecito ed illecito: omicidio, furto, alleanze, abilità speciali, poteri magici, e persino la rivoluzione.